# Бонкі (Нижньосілезьке воєводство)
Бонкі (пол. Bąki, нім. Wilhelmsthal) — село в Польщі, у гміні Кобежиці Вроцлавського повіту Нижньосілезького воєводства.
У 1975-1998 роках село належало до Вроцлавського воєводства.